# International Toy Library Association
Die International Toy Library Association (ITLA) ist eine internationale Organisation von Ludotheken und Spielzeugbibliotheken. Sie wurde 1990 in Turin während der 5. International Conference of Toy Libraries als nicht-gewinnbringende Organisation (Non-Profit-Organisation) gegründet, um die internationale Zusammenarbeit zwischen den Spielebibliotheken zu fördern.

## Geschichte und Aktivitäten
Die Entscheidung, eine internationale Organisation zur Vernetzung der weltweiten Ludotheken bzw. Spielzeugbibliotheken zu gründen, wurde im Mai 1987 während der 4. International Conference of Toy Libraries in Toronto, Kanada, getroffen. Die Gründung erfolgte 1990 in Torino, die Organisation ist in Belgien als Non-Profit-Organisation registriert.

### Vernetzung
Das zentrale Vereinsziel ist die Vernetzung von Spielzeugbibliotheken weltweit. Die ITLA organisiert entsprechend regelmäßige Konferenzen im Abstand von jeweils drei Jahren, deren Veranstaltungsort variiert. Dabei wurden die ersten Veranstaltungen von nationalen Verbänden organisiert, seit der Gründung der ITLA ist diese für die Organisation verantwortlich. 1993 fand zum ersten Mal eine gemeinsame Konferenz mit der International Play Organisation (IPO), die als „World Play Summit“ in Melbourne die 6. International Conference of Toy Libraries mit der 12. World Conference of the International Play Organisation verband.

### Weltspieltag
1999 wurde von der ITLA der Weltspieltag, der „World Play Day“, ins Leben gerufen, der bis heute jeweils am 28. Mai begangen und von der UNESCO unterstützt wird. Im deutschsprachigen Raum koordiniert seit 2008 das Deutsche Kinderhilfswerk e.V. die Aktivitäten des Weltspieltags.